# (6369) 1983 UC
1983 يو سي (ويعرف أيضًا باسم (6369) 1983 يو سي وفق تسمية الكوكب الصغير) (بالإنجليزية: 1983 UC)‏ هو كويكب ضمن حزام الكويكبات؛ وترتيبه 6369 من حيث الاكتشاف.
اكتُشف هذا الجُرم الفلكي بواسطة Zdeňka Vávrová ‏ في 16 أكتوبر 1983.

## وصلات خارجية
- (6369) 1983 UC في قاعدة بيانات مختبر الدفع النفاث لأجرام النظام الشمسي الصغيرة

- الاكتشاف · مخطط المدار ·  العناصر المدارية · المعلمات المادية

- (6369) 1983 UC على موقع ويكي سكاي: DSS2, SDSS, GALEX, IRAS, Hydrogen α, X-Ray, Astrophoto, Sky Map, Articles and images